# Myriam de Lourdes
Myriam de Lourdes Rodríguez Gutiérrez de Piñeres (Cartagena, 19 de marzo de 1958), más conocida como Myriam de Lourdes, es una actriz de teatro y televisión colombiana. Es reconocida por destacar varias telenovelas de producciones nacionales.

## Biografía
Myriam de Lourdes comenzó su carrera como actriz de teatro y radionovelas en 1974 pero en 1976 debuta en la televisión en La madrastra. En 1983 participa en el programa Pequeños gigantes al lado de su hija Carolina Sabino más tarde participa como actriz destacando como especial en la telenovela Gallito Ramírez con Margarita Rosa de Francisco, Carlos Vives Y Miguel Varoni. En 1987 participa en la telenovela La otra cara de la moneda, y después interpretó en la serie Deseos hasta 1990. En 1993 participó en la telenovela Señora Isabel con Judy Henríquez, Luis Mesa, María Eugenia Dávila y Kristina Lilley.

## Filmografía

### Televisión
- Love motel (2020)
- Sobreviviendo a Escobar, alias JJ (2017)
- Sinú, río de pasiones  (2016)
- Mujeres al limite (2015) — Duva Enríquez
- Diomedes, el cacique de la junta (2015)
- Mentiras perfectas  (2013-2014) — Mercedes
- La Madame (2013)
- El señor de los cielos (2013) — "La Tuti" La Tía de Matilde
- Tres Caínes (2013) — Isabel Mariño (Gloria Cuartas)
- ¿Dónde carajos está Umaña? (2012-2013) — Lola del Risco
- Rafael Orozco, el ídolo (2012-2013) — Cristina Maestre
- Historias clasificadas (2012) — Ep: grito de la independencia[2]
- Amor de Carnaval (2012) — Hilda Zawaddy
- Chepe Fortuna (2010-2011)
- Karabudjan (2010) — Carmen
- Oye bonita (2008-2010) — Beatriz Camargo
- La dama de Troya (2008-2009) — Esther de la Torre
- Tiempo final (2007) — Helenita
- Mujeres asesinas (2007)
- Por amor  (2006) — Magdalena de Rivero del Castillo
- Mesa para tres (2004) — Rita Toro
- Al ritmo de tu corazón (2003) — Brenda
- No renuncies Salomé (2003) — Lorenza Castillo De Rivas
- Cazando a un millonario (2001) — Gisella Blanco de Castillo
- Padres e hijos (1998) — Helena Sánchez
- Guajira (1996-1997) — Josefina
- Sueños y espejos (1994) — Virginia
- Café, con aroma de mujer (1994-1995) — Ángela de Vallejo
- Señora Isabel (1993-1994) — Marcela
- La otra cara de la moneda (1987)
- El divino (1987)
- Gallito Ramírez (1986-1987)
- Paqueños gigantes (1983)

## Premios y nominaciones

### Premios Tvynovelas
| Año  | Categoría                             | Telenovela O Serie      | Resultado |
| ---- | ------------------------------------- | ----------------------- | --------- |
| 2013 | Mejor actriz de reparto de telenovela | Rafael Orozco, el ídolo | Nominada  |